# Мједвје језеро
Мједвје језеро (пољ. Jezioro Miedwie) је језеро у Пољској. Налази се у западном делу Поморског појезерја.
Површина језера је 35 km² (пето по величини у Пољској, друго, после језера Домбје, у војводству Западно Поморје). Језеро се налази на надморској висини од 14 m , а његова максимална дубина је 43,8 m. Средња дубина језера је 19 m. Дужина језера је 16,2 km, а максимална ширина 3,2 km. Мједвје језеро је највећа криптодепресија у Пољској (скоро 30 m  испод нивоа мора). Дужина обале је око 39 km, обале су без шума, у јужном делу мочварне. Кроз Мједвје протиче река Полоња, а у језеро се уливају реке Говјењица и Островица.
Језеро је богато рибом и воденим птицама.

## Околина језера
на језеру се налазе многа одмаралишта. Најпознатије је Можичин поред регионалног пута бр. 10. Сем њега позната насеља су и Куново, Вјежхлад, Кошевко Кошево, Вјежбно и Туже